# یونایتد بنک
یونایتد بنک (انگلیسی: United Bank) شرکت خدمات مالی و بانکداری پاکستانی است، که در سال ۱۹۵۹ توسط آقا حسن عابدی تأسیس شد.